# Сен-Креак (Жер)
Сен-Креа́к (фр. Saint-Créac) — коммуна во Франции, находится в регионе Юг — Пиренеи. Департамент — Жер. Входит в состав кантона Сен-Клар. Округ коммуны — Кондом.
Код INSEE коммуны — 32371.

## География

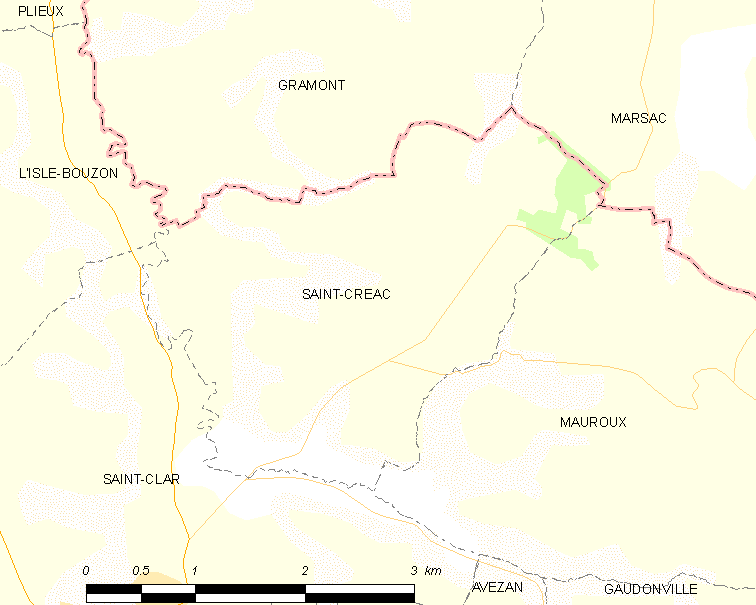
Карта коммуны

Коммуна расположена приблизительно в 570 км к югу от Парижа, в 65 км северо-западнее Тулузы, в 36 км к северо-востоку от Оша.
На западе коммуны протекает река Арратс.

## Климат
Климат умеренно-океанический. Лето жаркое и немного дождливое, температура часто превышает 35 °С. Зимой часто бывает отрицательная температура и ночные заморозки. Годовое количество осадков — 700—900 мм.

## Население
Население коммуны на 2010 год составляло 102 человека.
| 1962 | 1968 | 1975 | 1982 | 1990 | 1999 | 2010 |
| ---- | ---- | ---- | ---- | ---- | ---- | ---- |
| 168  | 135  | 119  | 135  | 114  | 100  | 102  |

## Администрация
| Период | Период | Фамилия   | Партия | Примечания |
| ------ | ------ | --------- | ------ | ---------- |
| 2001   | 2020   | Ив Мартен |        |            |

## Экономика
В 2010 году среди 57 человек трудоспособного возраста (15-64 лет) 43 были экономически активными, 14 — неактивными (показатель активности — 75,4 %, в 1999 году было 71,0 %). Из 43 активных жителей работали 41 человек (25 мужчин и 16 женщин), безработных было 2 (1 мужчина и 1 женщина). Среди 14 неактивных 4 человека были учениками или студентами, 6 — пенсионерами, 4 были неактивными по другим причинам.

## Достопримечательности
- Церковь XII века. Исторический памятник с 1995 года[4]